# Rudy Porter
Rudy Porter (15 dicembre 2000) è un ciclista su strada australiano.

## Palmarès
- 2021 (Trinity Racing, una vittoria)

Grafton to Inverell Classic

## Piazzamenti

### Competizioni mondiali
- Campionati del mondo

Wollongong 2022 - In linea Under-23: ritirato